# Свебор
Свебор је борилачка вештина и организација настала у Србији коју је покренуо Предраг Милошевић. Свебор се позива на традиционалне српске борилачке вештине.
Предраг „Бата“ Милошевић, зачетник свебора као засебне вештине, носилац је дан-појаса у аикиду. Заједно са мајсторима других борилачких вештина створио је свебор, који домаће борилачке вештине прилагођава борилачким вештинама Далеког истока. У јавности свебор је представљен 1995. године. Изван Србије свебор се тренутно предаје још у Аустралији, Русији и Швајцарској, углавном међу тамошњим Србима.
По схватању Милошевића свебор треба да буде домаћи одговор далекоисточним борилачким вештинама. При томе се српска национална свест посебно наглашава.
У међувремену од Свебор савеза Србије одвојио се Свебор савез Београд. 